# Заревское сельское поселение
Заревское сельское поселение — муниципальное образование в Шовгеновском районе Республики Адыгея Российской Федерации.
Административный центр — посёлок Зарево.

## География
Территория муниципального образования в меридиональном направлении протягивается на 18,6 км, в широтном — на 16,1 км.
На севере граничит с Усть-Лабинским районом Краснодарского края, на западе — с Красногвардейским районом и Дукмасовским СП Шовгеновского района, на юге — с Гиагинским районом, на востоке — с Хатажукайским и Мамхегским сельскими поселениями Шовгеновского района Республики Адыгея.
| Названия рек | Площадь водосбора, км² | Длина реки, км | Водоохранная зона, м | Прибрежная защитная полоса, м |
| ------------ | ---------------------- | -------------- | -------------------- | ----------------------------- |
| Лаба         | 12500                  | 341            | 200                  | 50                            |
| Улька        | 402                    | 100            | 200                  | 30                            |
| Грязнуха     | 217                    | 53             | 100                  | 30                            |

## Состав
| №  | Населённый пункт | Тип населённого пункта          | Население |
| -- | ---------------- | ------------------------------- | --------- |
| 1  | Зарево           | посёлок, административный центр | ↘937      |
| 2  | Чернышев         | хутор                           | ↘728      |
| 3  | Весёлый          | хутор                           | ↗252      |
| 4  | Дорошенко        | хутор                           | ↗135      |
| 5  | Ульский          | посёлок                         | ↘136      |
| 6  | Новорусов        | хутор                           | ↘89       |
| 7  | Лейбоабазов      | хутор                           | ↘103      |
| 8  | Михайлов         | хутор                           | →89       |
| 9  | Задунаевский     | хутор                           | →42       |
| 10 | Келеметов        | хутор                           | ↗11       |

## Символика
Герб и флаг Заревского сельского поселения утверждены решением XVIII сессии совета народных депутатов сельского поселения 2 созыва № 52 от 24 августа 2009 года. Описание герба:
В серебряном поле узкое лазоревое стропило, заполненное червленью, в которой выходящее снизу наполовину золотое солнце (без изображения лица) с пламенеющими лучами, выше которого — серебряный летящий лебедь. В правом верхнем углу — лазоревая восьмиконечная звезда
.
Герб увенчан трехзубцовой золотой короной установленного для сельских поселений образца. Допускается изображение герба без короны". Флаг поселения повторяет рисунок герба. Идея, обоснование и компьютерный дизайн символики А. Е. Данильченко.

## Население
| 2002  | 2010  | 2011  | 2012  | 2013  | 2014  | 2015  |
| ----- | ----- | ----- | ----- | ----- | ----- | ----- |
| 2853  | ↘2811 | →2811 | ↘2798 | ↘2774 | ↘2728 | ↘2685 |
| 2016  | 2017  | 2018  | 2019  | 2020  | 2021  | 2023  |
| ↘2636 | ↘2589 | ↘2584 | ↘2572 | ↘2562 | ↗2568 | ↗2569 |
| 2024  |       |       |       |       |       |       |
| ↘2522 |       |       |       |       |       |       |

Все население является сельским.

## Национальный состав
По переписи населения 2010 года из 2 811 проживающих в сельском поселении, 2 776 человек указали свою национальность:
| Национальность | %       | Численность |
| -------------- | ------- | ----------- |
| Русские        | 96,04 % | 2 666       |
| Адыгейцы       | 2,95 %  | 82          |
| Украинцы       | 1,01 %  | 28          |

По данным переписи населения 2021 года из 2568 проживающих в сельском поселении, 2562 человека указали свою национальность
:
| Народ           | Численность, чел. | Доля от населения, % |
| --------------- | ----------------- | -------------------- |
| Русские         | 2 453             | 95,74 %              |
| Адыги (черкесы) | 68                | 2,65 %               |

## Мобильная связь
Находится в зоне устойчивого покрытия мобильной связью «МТС», несколько хуже покрытие у «Билайна» и «Мегафона».